# Pro Evolution Soccer 2
Pro Evolution Soccer 2 (skraćeno: PES 2, u Japanu: Winning Eleven 6) naslov je iz serijala videoigara Pro Evolution Soccer, japanskog proizvođača Konamija.
PES 2, koji je izašao 2002. godine, druga je igra iz serijala. Prodavao se samo za konzole PlayStation i PlayStation 2.

## Licence

### Igrači
Kao ni u prvom Pro Evolution Socceru, tako ni u ovoj igri nisu licencirana imena svih igrača, pa je npr. Davor Šuker Soker, a Zvonimir Boban Buban.

### Klubovi
Ukupno je 40 klubova u PES-u 2; nijedan nema licencu.
| Država     | Ime u PES 2    | Pravo ime                |
| ---------- | -------------- | ------------------------ |
| Engleska   | Aragon         | Manchester United F.C.   |
| Engleska   | London         | Arsenal F.C.             |
| Engleska   | Linguria       | Chelsea F.C.             |
| Engleska   | Europort       | Liverpool F.C.           |
| Engleska   | Lake District  | West Ham United          |
| Engleska   | Yorkshire      | Leeds United             |
| Engleska   | Highlands      | Newcastle United F.C.    |
| Škotska    | Celt           | Celtic F.C.              |
| Škotska    | Connacht       | Glasgow Rangers          |
| Irska      | Dublin         | St. Patrick Athletic     |
| Španjolska | Cataluna       | Barcelona FC             |
| Španjolska | Navarra        | Real Madrid C.F.         |
| Španjolska | Andalucia      | Real Betis               |
| Španjolska | Cantabria      | Deportivo de La Coruna   |
| Monako     | Provence       | AS Monaco                |
| Francuska  | Languedoc      | Olympique de Marseille   |
| Francuska  | Normandie      | Lens                     |
| Francuska  | Medoc          | FC Girondins de Bordeaux |
| Nizozemska | Rijnkanaal     | Ajax                     |
| Nizozemska | Noordzeekanaal | PSV Eindhoven            |
| Belgija    | Flandre        | K.R.C. Genk              |
| Italija    | Marche         | FC Internazionale        |
| Italija    | Emilia         | Reggina                  |
| Italija    | Toscana        | ACF Fiorentina           |
| Italija    | Abruzzi        | AS Roma                  |
| Njemačka   | Westfalen      | Borussia Dortmund        |
| Njemačka   | Anhalt         | FC Bayern München        |
| Grčka      | Peloponnisos   | Olympiacos F.C.          |
| Turska     | Bvzantinobul   | Galatasaray              |
| Turska     | Marmara        | Fenerbahce               |
| Rusija     | Valdai         | Spartak Moskva           |
| Brazil     | Selvas         | Vasco da Gama            |
| Brazil     | Mato Grosso    | Palmeiras                |
| Argentina  | Pampas         | River Plate              |
| Argentina  | Patagonia      | Boca Juniors             |

## Vanjske poveznice
- Pro Evolution Soccer 2 - IGN  Arhivirana inačica izvorne stranice od 29. siječnja 2010. (Wayback Machine)